# Philosophy (曲)
『Philosophy』（フィロソフィー）は、[Alexandros]の楽曲。2020年1月13日にユニバーサルミュージックから4作目の配信限定シングルとしてデジタルリリースされた。

## 概要
- 前作『あまりにも素敵な夜だから』から約3ヶ月振りのリリース。
- 表題曲「Philosophy」は、2019年12月21日に放送されたNHK『[ALEXANDROS] 18祭』[2]にて制作され、初披露した楽曲であり、同番組で披露された「18祭 Mix」としてリリースされた。
  - 後に、自身初のベストアルバム『Where's My History?』に本曲の同番組で披露された18歳世代のコーラスが入っていないオリジナルバージョンが初収録された。尚、本曲のMVの音源にも「18祭Mix」が使用されているため、オリジナルバージョンの音源は同作で初解禁となった。
- 自身のバンド名の表記が大文字の「[ALEXANDROS]」から「[Alexandros]」に戻り、初となるリリース。

## 収録曲
1. Philosophy (18祭 Mix)
作詞・作曲：川上洋平
訳詞：戸田よぺ子
編曲：[Alexandros]
  - NHK『[ALEXANDROS] 18祭』制作曲